# Volvo 140

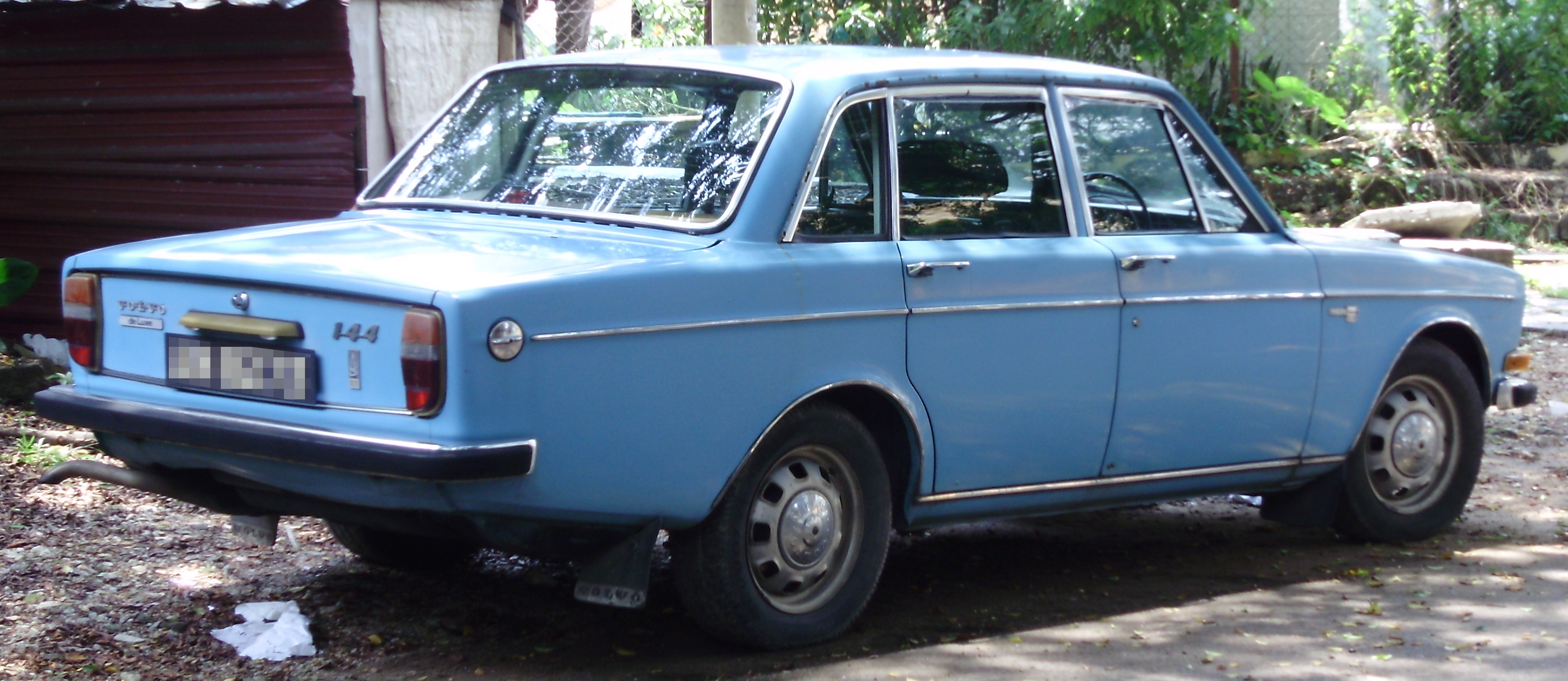
Volvo 144

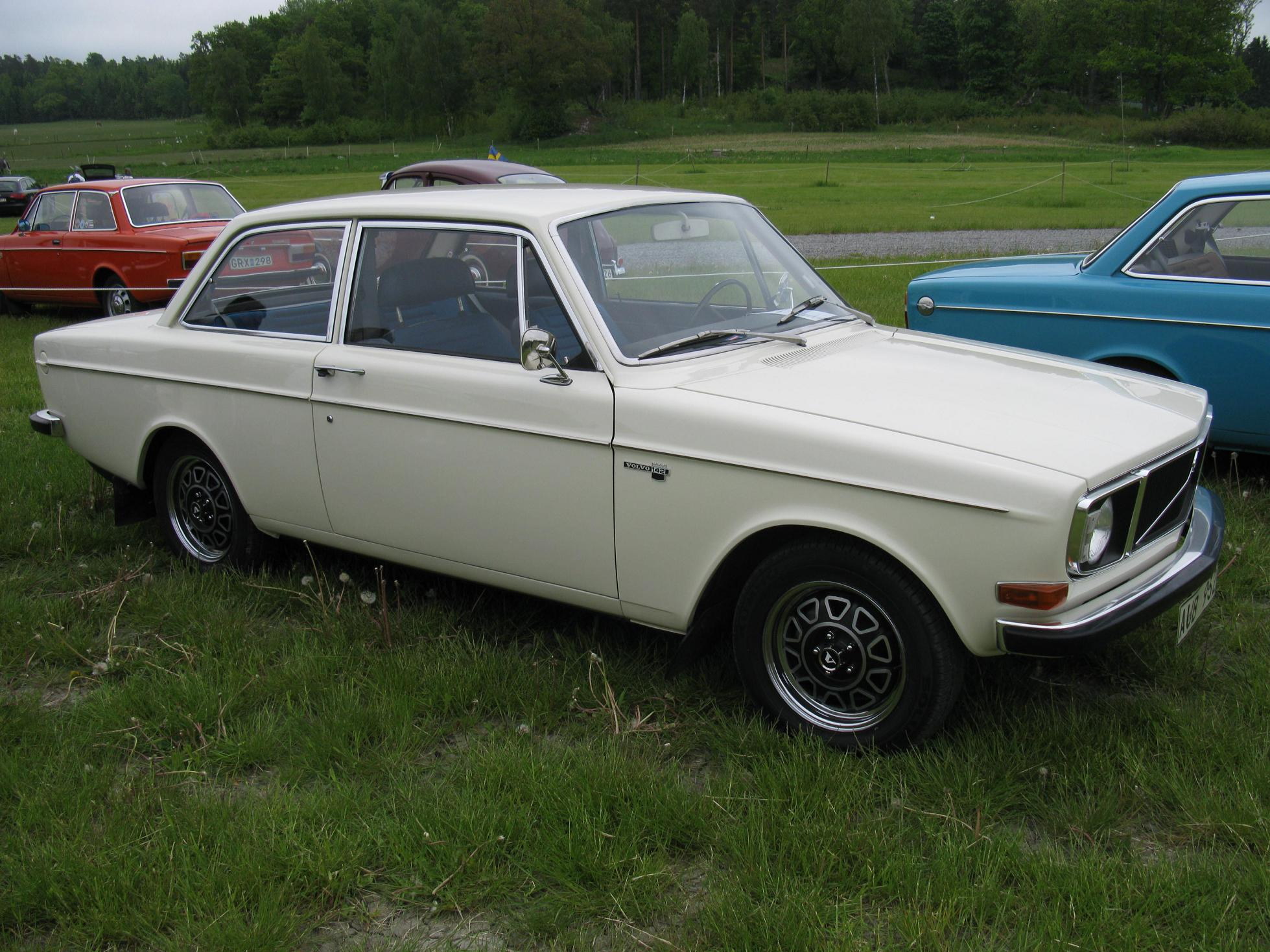
Volvo 142

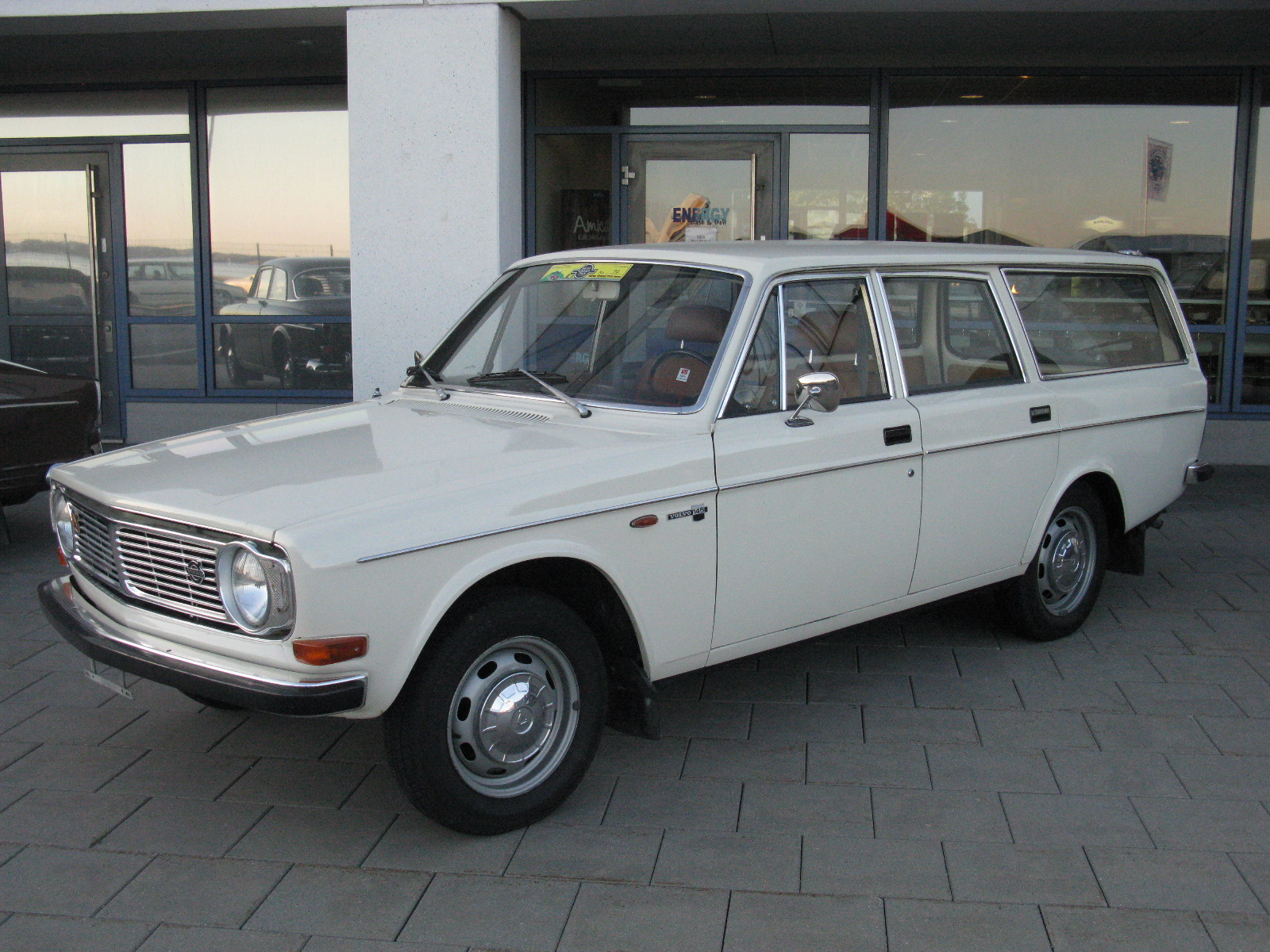
Volvo 145

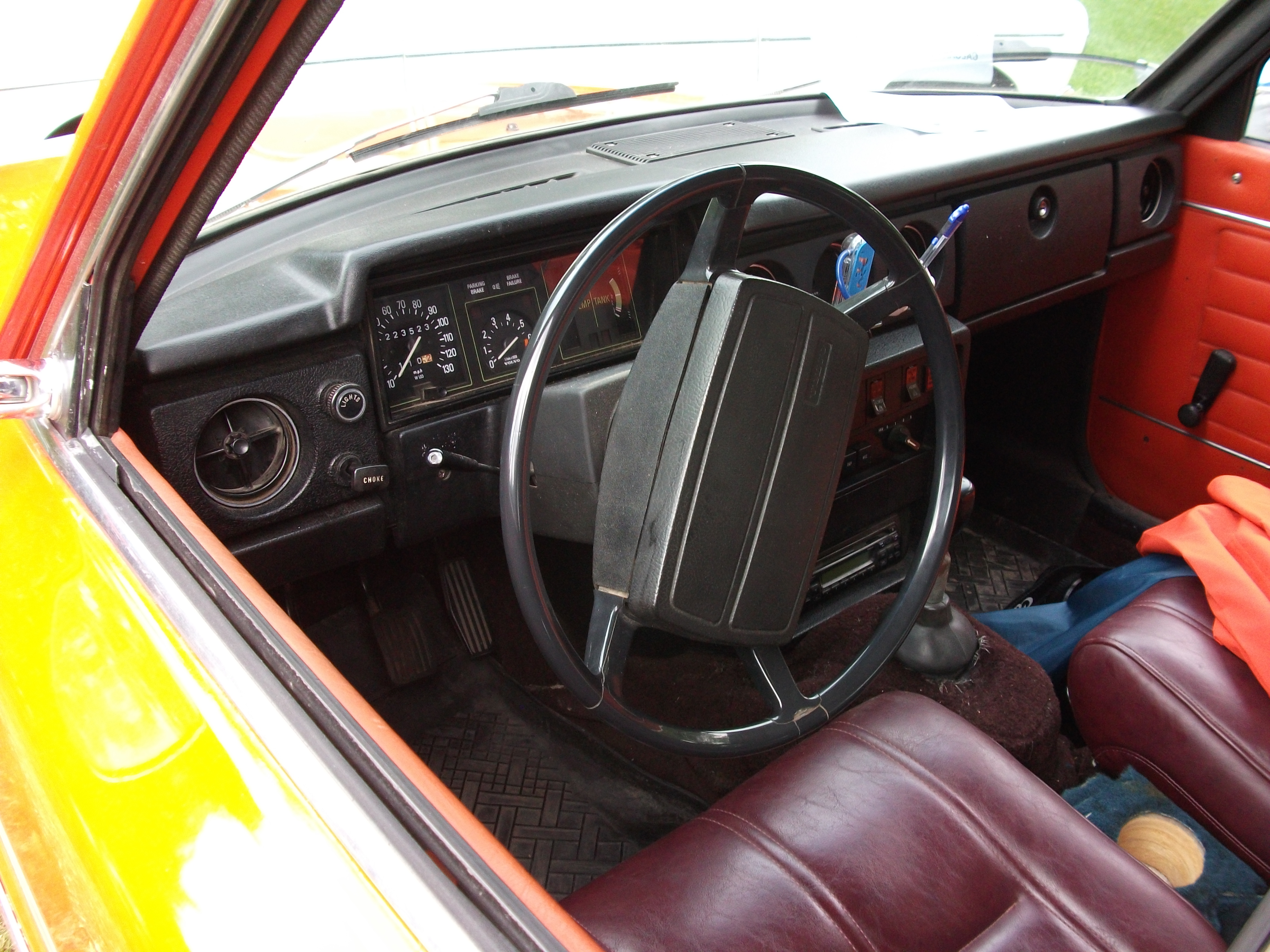

Volvo 140 — сімейство автомобілів середнього розміру в шведських виробників автомобілів Volvo, який був проведений в період з серпня 1966 року по серпня 1974 року. Вона була запропонована в трьох кузовах: двох-або чотирьохдверний седан (P 142 і P 144, шведський: P ersonvagen) і п'ятидверний універсал (Р 145). Друге число вказує на кількість циліндрів двигуна, останній з числа дверей.
Для уникнення імпортного мита, з 1965 року автомобілі для європейського ринку складалися методом CKD в Генті (Бельгія). Кузова для автомобілів для європейського ринку поставлялися зі Швеції. Всього було виготовлено 412 986 дводверних седанів типу 142, 523 808 чотирьох-дверних Volvo 144 і універсалів 268 317 Volvo 145.
На основі 140 серії в серпні 1968 року представлено Volvo 164.
У 1971 році на автомобілі змінилася решітка, яка отримала чорний колір і фірмову діагональну лінію, також оновилися колеса. У цьому році почали встановлюватися двигуни B20E зі збільшеною ступенем стиснення, електронною системою уприскування і потужністю 122 к.с. (90 кВт). Цим автомобілям присвоювалося або позначення E (від нім. Einspritzer - «уприскування»), або GL (англ. Grand Luxe), що говорило про престижність автомобіля. Консоль на трансмісивному тунелі з годинником увійшла в стандарт.
Наступником Volvo 140 стала модель Volvo 240.

## Двигуни
- 1.8L B18A I4 75 к.с. 148 Нм
- 1.8L B18B I4 100 к.с. 151 Нм
- 2.0L B20A I4 82 к.с. 163 Нм
- 2.0L B20B I4 100 к.с. 158 Нм
- 2.0L B20E I4 124 к.с. 173 Нм
- 2.0L B20F I4 115 к.с. (для США)